# Marco Sportiello
Marco Sportiello (Desio, 10 maggio 1992) è un calciatore italiano, portiere dell'Atalanta.

## Caratteristiche tecniche
È un portiere a suo agio sia tra i pali sia fuori dall'area di rigore: dotato tecnicamente anche con i piedi, è in grado di guidare la fase difensiva della sua squadra agendo da sweeper-keeper. Tra le sue caratteristiche principali c'è inoltre l'abilità nel parare i calci di rigore.

## Carriera

### Club

#### Gli inizi
Nato in Lombardia da madre siciliana, muove i primi passi calcistici all'età di 6 anni, tra le file della scuola calcio di Zibido San Giacomo. Nel 1999 entra nel settore giovanile dell'Atalanta, dove rimane fino al 2010, quando all'età di diciotto anni viene ceduto in compartecipazione al Seregno, in Serie D; nel massimo campionato dilettantistico gioca 28 partite, per poi fare ritorno a Bergamo per fine stagione.

#### Poggibonsi e Carpi
Nella stagione 2011-2012 la società orobica lo dirotta a farsi le ossa al Poggibonsi, in Seconda Divisione, ancora in compartecipazione; con i giallorossi esordisce a livello professionistico, giocando 34 partite in campionato, competizione in cui subisce 41 reti. Nel corso dell'annata riceve inoltre alcune convocazioni con la Rappresentativa Under-20 di Lega Pro.
A fine torneo il club bergamasco, una volta riacquistatone l'intero cartellino, lo manda in prestito al Carpi, club di Prima Divisione: con la formazione emiliana il portiere conquista, dopo i vittoriosi play-off, una storica promozione in Serie B, la prima assoluta nella storia del club. Chiude la stagione con 3 presenze e 2 gol incassati in Coppa Italia, e 34 gare con 31 gol subiti fra campionato e play-off.

#### Atalanta
Nell'estate del 2013 fa ritorno all'Atalanta, come secondo portiere dietro al titolare Andrea Consigli. Il suo debutto assoluto con l'Atalanta avviene il 4 dicembre 2013, a 21 anni, nella sfida di Coppa Italia vinta in casa per 2-0 contro il Sassuolo. Esordisce in Serie A il 12 gennaio 2014, giocando titolare nella partita Atalanta-Catania (2-1), a causa della defezione di Consigli. Prima della fine dell'annata ha modo di collezionare altre due presenze in massima categoria, contro il Cagliari e, all'ultima giornata, ancora contro i catanesi.
All'inizio della stagione 2014-2015, complice la cessione di Consigli, diventa titolare della porta atalantina. Nonostante sia un esordiente nella massima serie, balza agli onori delle cronache per le buone prestazioni, tra cui si segnalano i rigori parati all'interista Rodrigo Palacio e al napoletano Gonzalo Higuaín.
Anche nell'annata 2015-2016 si conferma uno dei migliori portieri della Serie A, con 37 presenze complessive e 43 gol subiti. All'inizio del campionato 2016-2017, al contrario, è messo in discussione dall'allenatore bergamasco Gian Piero Gasperini a causa di alcuni dissidi per vicende di calciomercato, andando incontro a un dualismo con Etrit Berisha che vede quest'ultimo avere la meglio.

#### Fiorentina e Frosinone
In ragione di ciò, il 13 gennaio 2017 è ceduto in prestito fino al giugno 2018 alla Fiorentina. Fa il suo esordio in viola il 29 dello stesso mese, nella partita interna contro il Genoa pareggiata per 3-3. Rimane a Firenze per il successivo anno e mezzo, inizialmente riserva di Ciprian Tătărușanu nel primo semestre, e trovando poi la titolarità nella stagione 2017-2018.
Tornato a Bergamo nell'estate 2018, il successivo 6 luglio viene nuovamente ceduto in prestito, stavolta al neopromosso Frosinone, con diritto di riscatto a favore dei ciociari. Proprio contro i bergamaschi, il successivo 20 agosto, fa il suo esordio in campionato con i frusinati, nella partita persa per 4-0. Nonostante una stagione per lui positiva, la squadra giallazzurra retrocede e di conseguenza il portiere non viene riscattato dalla stessa.

#### Primo ritorno all'Atalanta
L'estate seguente fa ritorno all'Atalanta, stavolta nel ruolo di dodicesimo alle spalle di Pierluigi Gollini. Il debutto stagionale avviene il 28 settembre 2019, nel successo per 4-1 in casa del Sassuolo, in cui scende in campo da titolare. Il 10 marzo 2020 fa il suo esordio in UEFA Champions League, giocando titolare la sfida di ritorno degli ottavi sul campo del Valencia al posto dell'infortunato Gollini.
Relegato negli anni seguenti a riserva dapprima del succitato Gollini e poi del neoacquisto Juan Musso, ritrova una parziale titolarità nell'autunno 2022, a causa dell'infortunio occorso a quest'ultimo, e nel finale di stagione.

#### Milan, secondo ritorno all'Atalanta

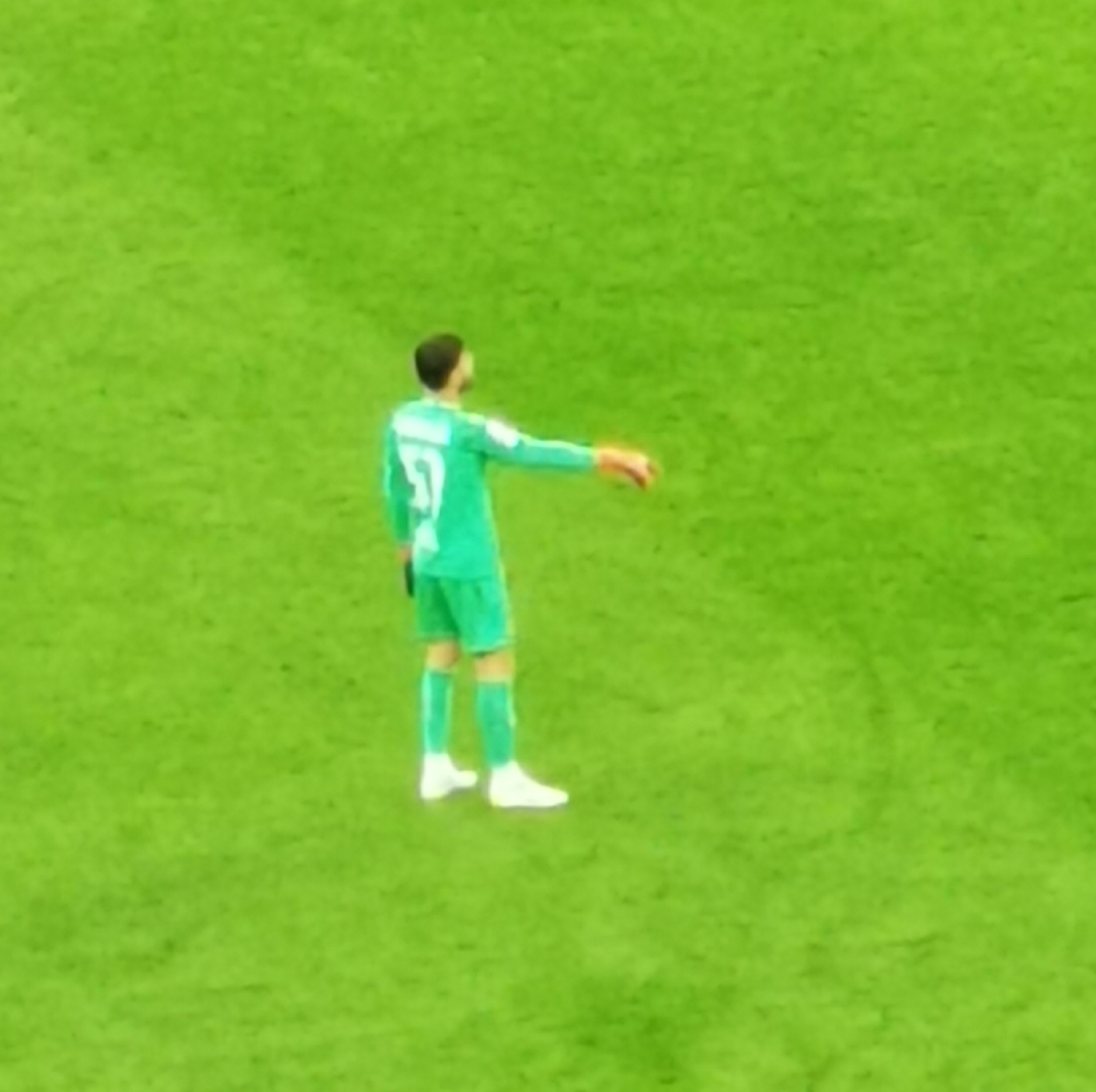
Sportiello difende la porta del Milan nella partita di UEFA Champions League del 19 settembre 2023 contro il

Il 28 giugno 2023 Sportiello viene ingaggiato a parametro zero dal Milan, dove va a occupare il ruolo di riserva del titolare designato Mike Maignan. Esordisce in rossonero il successivo 19 settembre, in occasione della gara interna di UEFA Champions League contro il Newcastle Utd (0-0), subentrando all'80º all'infortunato Maignan. Il debutto in Serie A è di quattro giorni dopo, scendendo in campo da titolare nella vittoria casalinga sul Verona (1-0).
Il 6 gennaio 2025 si fregia da comprimario del suo primo trofeo da professionista, la Supercoppa italiana, ottenuta grazie alla vittoria per 3-2 sull'Inter in finale. Lascia i rossoneri dopo due stagioni, dopo aver raccolto 12 presenze complessive.
Il 18 luglio 2025 ritorna all'Atalanta.

### Nazionale
Dopo aver avuto un'esperienza nella nazionale Under-20 di Lega Pro, il 16 dicembre 2014 fa il suo esordio in Under-21 subentrando a Nicola Leali nel secondo tempo dell'amichevole non ufficiale vinta dagli azzurrini per 4-1 contro la B Italia. Viene convocato come portiere di riserva all'Europeo Under-21 2015, disputato in Repubblica Ceca.
Il 16 maggio 2016 è convocato dal commissario tecnico Antonio Conte per uno stage di allenamento nel centro sportivo di Coverciano in vista del campionato d'Europa 2016, non venendo però poi inserito nell'elenco dei 30 giocatori pre-convocati per la manifestazione.

## Statistiche

### Presenze e reti nei club
Statistiche aggiornate all'11 aprile 2025.
| Stagione          | Squadra           | Campionato        | Campionato | Campionato | Coppe nazionali | Coppe nazionali | Coppe nazionali | Coppe continentali | Coppe continentali | Coppe continentali | Altre coppe | Altre coppe | Altre coppe | Totale | Totale |
| Stagione          | Squadra           | Comp              | Pres       | Reti       | Comp            | Pres            | Reti            | Comp               | Pres               | Reti               | Comp        | Pres        | Reti        | Pres   | Reti   |
| ----------------- | ----------------- | ----------------- | ---------- | ---------- | --------------- | --------------- | --------------- | ------------------ | ------------------ | ------------------ | ----------- | ----------- | ----------- | ------ | ------ |
| 2010-2011         | Seregno           | D                 | 28+1       | -26 + -1   | CI-D            | ?               | -?              | -                  | -                  | -                  | -           | -           | -           | 29     | -27    |
| 2011-2012         | Poggibonsi        | 2D                | 34         | -41        | CI-LP           | 4               | -5              | -                  | -                  | -                  | -           | -           | -           | 38     | -46    |
| 2012-2013         | Carpi             | 1D                | 30+4       | -27 + -4   | CI+CI-LP        | 3+0             | -2 + -0         | -                  | -                  | -                  | -           | -           | -           | 37     | -33    |
| 2013-2014         | Atalanta          | A                 | 3          | -3         | CI              | 1               | 0               | -                  | -                  | -                  | -           | -           | -           | 4      | -3     |
| 2014-2015         | Atalanta          | A                 | 37         | -55        | CI              | 0               | 0               | -                  | -                  | -                  | -           | -           | -           | 37     | -55    |
| 2015-2016         | Atalanta          | A                 | 36         | -43        | CI              | 1               | 0               | -                  | -                  | -                  | -           | -           | -           | 37     | -43    |
| 2016-gen. 2017    | Atalanta          | A                 | 8          | -14        | CI              | 2               | 0               | -                  | -                  | -                  | -           | -           | -           | 10     | -14    |
| gen.-giu. 2017    | Fiorentina        | A                 | 2          | -4         | CI              | 0               | 0               | UEL                | 0                  | 0                  | -           | -           | -           | 2      | -4     |
| 2017-2018         | Fiorentina        | A                 | 37         | -38        | CI              | 0               | 0               | -                  | -                  | -                  | -           | -           | -           | 37     | -38    |
| Totale Fiorentina | Totale Fiorentina | Totale Fiorentina | 39         | -42        |                 | 0               | 0               |                    | 0                  | 0                  |             | -           | -           | 39     | -42    |
| 2018-2019         | Frosinone         | A                 | 35         | -64        | CI              | 1               | -2              | -                  | -                  | -                  | -           | -           | -           | 36     | -66    |
| 2019-2020         | Atalanta          | A                 | 6          | -5         | CI              | 0               | 0               | UCL                | 2                  | -5                 | -           | -           | -           | 8      | -10    |
| 2020-2021         | Atalanta          | A                 | 15         | -21        | CI              | 1               | -1              | UCL                | 5                  | -11                | -           | -           | -           | 21     | -32    |
| 2021-2022         | Atalanta          | A                 | 5          | -5         | CI              | 0               | 0               | UCL+UEL            | 0                  | 0                  | -           | -           | -           | 5      | -5     |
| 2022-2023         | Atalanta          | A                 | 15         | -21        | CI              | 0               | 0               | -                  | -                  | -                  | -           | -           | -           | 15     | -21    |
| 2023-2024         | Milan             | A                 | 7          | -11        | CI              | 0               | 0               | UCL+UEL            | 1+1                | 0 + -1             | -           | -           | -           | 9      | -12    |
| 2024-2025         | Milan             | A                 | 2          | -2         | CI              | 1               | 0               | UCL                | 0                  | 0                  | SI          | 0           | 0           | 3      | -2     |
| Totale Milan      | Totale Milan      | Totale Milan      | 9          | -13        |                 | 1               | 0               |                    | 2                  | -1                 |             | 0           | 0           | 12     | -14    |
| 2025-2026         | Atalanta          | A                 | -          | -          | CI              | -               | -               | UCL                | -                  | -                  | -           | -           | -           | -      | -      |
| Totale Atalanta   | Totale Atalanta   | Totale Atalanta   | 125        | -167       |                 | 5               | -1              |                    | 7                  | -16                |             | -           | -           | 137    | -184   |
| Totale carriera   | Totale carriera   | Totale carriera   | 305        | -385       |                 | 14              | -10             |                    | 9                  | -17                |             | 0           | 0           | 328    | -412   |

## Palmarès

### Club

#### Competizioni giovanili
- Campionato Giovanissimi Nazionali: 1

Atalanta: 2004-2005
- Torneo Città di Arco: 1

Atalanta: 2008
- Campionato Berretti: 1

Atalanta: 2009-2010

#### Competizioni nazionali
- Supercoppa italiana: 1

Milan: 2024